# Chlístov (powiat Rychnov nad Kněžnou)
Chlístov – gmina w Czechach, w powiecie Rychnov nad Kněžnou, w kraju hradeckim.
1 stycznia 2017 gminę zamieszkiwało 90 osób, a ich średni wiek wynosił 44,0 roku.